# Issus analis
Issus analis är en insektsart som beskrevs av Brullt 1832. Issus analis ingår i släktet Issus och familjen sköldstritar. Inga underarter finns listade i Catalogue of Life.